# Commonwealth Youth Games 2008/Badminton
Bei den Commonwealth Youth Games 2008 wurden vom 12. bis zum 18. Oktober 2008 in Shree Shiv Chhatrapati Sports Complex, Balewadi, Pune vier Badmintonwettbewerbe ausgetragen.

## Medaillengewinner
| Disziplin    | Gold                      | Silber                            | Bronze                     |
| ------------ | ------------------------- | --------------------------------- | -------------------------- |
| Herreneinzel | R. M. V. Gurusaidutt      | Aditya Prakash                    | Martin Campbell            |
| Dameneinzel  | Saina Nehwal              | Siki Reddy                        | Panuga Riou                |
| Herrendoppel | Ow Yao Han Yew Hong Kheng | Welson Lim Yu Sheng Loh Wei Sheng | Sai Praneeth Pranav Chopra |
| Damendoppel  | P. C. Thulasi Siki Reddy  | Alexandra Bruce Michelle Li       | Lim Ee Von Ng Hui Ern      |